# 't Gaverhopke Paasbier
 't Gaverhopke Paasbier is een Belgisch bier van hoge gisting.
Het bier wordt gebrouwen in Brouwerij 't Gaverhopke te Stasegem. Het is een blond paasbier met een alcoholpercentage van 8% met nagisting op fles.
Als basisbier wordt 't Gaverhopke Blondje gebruikt, waaraan extra kruiden worden toegevoegd.